# Bielovodská dolina (národní přírodní rezervace)
Bielovodská dolina je národní přírodní rezervace v Tatranském národním parku na Slovensku. Jedná se o údolí Bile vody jižně od Cesty svobody jež zahrnuje slovenskou část stejnojmenné doliny.

## Poloha
Nachází se severně od hlavního hřebene Vysokých Tater mezi horskými hřbetem vycházejícím na sever z Malého Javorového štítu a polsko-slovenskou státní hranicí. Na severu dosahuje až k silnici 1. třídy I/66 západně od Tatranské Javoriny. Nachází se v katastrálních územích Štrbské pleso, Starý Smokovec a Tatranská Lomnica města Vysoké Tatry a obce Tatranská Javorina v okrese Poprad v Prešovském kraji.

## Vyhlášení
Území bylo vyhlášeno v roce 1991 Slovenskou komisí pro životní prostředí na rozloze 3712,14 ha. Zároveň byl zaveden 5. stupeň ochrany. Ochranné pásmo nebylo stanoveno.